# اسپوکن (واشینگتن)
اسْپوکِین یا اسپوکَن دومین شهر بزرگ ایالت واشینگتن در کشور آمریکا می‌باشد. این شهر در شرق ایالت قرار دارد. در سرشماری سال ۲۰۱۰ میلادی، ۲۰۸۹۱۶ نفر جمعیت داشته‌است.